# سید نورالدین امام شوشتری
سید نورالدین امام شوشتری (تولد: ۱۳۱۷ هجری قمری) یکی از دانشمندان شهر شوشتر بود. 

او در سال ۱۳۱۷ در  شوشتر متولد شد. بیشتر نیاکان او از رده دانشمندان دینی و اهل علم بوده‌اند که مشهورترین آن‌ها سید نعمت‌الله جزایری و سید عبدالله هم‌زمان نادرشاه افشار است و کسی است که صدر نمایندگان خوزستان در دشت مغان بوده و خطابه شهریاری نادرشاه را نوشته و خوانده است.
او فرزند سید محمد شریف امام جمعه شوشتر و نوه هشتم سید نعمت‌الله جزایری و مادرش ساره بیگم نوه شیخ جعفر شوشتری مجتهد بزرگ هم‌زمان ناصرالدین شاه قاجار بود. نسب پدری او چنین است: سید نورالدین فرزند سید محمد شریف فرزند سید محمد امام جمعه فرزند آقا سید حسن امام جمعه فرزند سید عبدالکریم امام جمعه فرزند سید محمد جواد فرزند سید عبدالله (مؤلف تذکره شوشتر) فرزند سید نورالدین فرزند سید نعمت‌الله جزایری.
پس از تحصیل زبان و ادبیات فارسی در مکتب و اخذ علوم مقدماتی (صرف و نحو و منطق و معانی و بیان) به تحصیل علوم دینی نزد دایی خود شیخ محمد کاظم مجتهد که نوه شیخ جعفر شوشتری بود پرداخت. سپس چندی نزد شیخ محمدرضا دزفولی تلمذ کرد.
چندی بعد به حوزه علمیه عراق رفت و نزد سید کاظم طباطبایی شاگردی نمود و به درجه اجتهاد رسید. بعد از تحصیل در عراق به شوشتر بازگشت.
در اواخر عمر به اندیشه نوشتن تاریخ خوزستان افتاد و سفرهای زیادی به نقاط مختلف انجام داد و مطالب زیادی برای نگاشتن تاریخ خوزستان جمع‌آوری کرد. متأسفانه قبل از تکمیل این کتاب در سال ۱۳۲۴ خورشیدی درگذشت و این کتاب (تاریخ جغرافیایی خوزستان) توسط برادر کوچکتر او سید محمدعلی امام شوشتری تکمیل و چاپ گردید.

## زندگی‌نامه
پس از تحصیل زبان و ادبیات فارسی و مقدمات عربی، ریاضی، خط، و علوم طبیعیات و ... از اساتید آن زمان خوزستان از جمله (سید عبداله امام، محمد تقی آل طیب، سید علی اصغر حکیم، محمد تقی شیخ الاسلام، حاج ملا محمد کسایی و سید حسین مفید و شیخ عبدالحسین عاملی از علمای بزرگ دزفول) در محضر دایی خود شیخ محمد کاظم، مجتهد شوشتری، به فراگرفتن فقه، اصول و کلام پرداخت و سپس مدتی نزد حاج شیخ محمد رضا دزفولی که از مراجع تقلید آن عصر در خوزستان بود، به فراگیری علوم دینی پرداخت.
در سال ۱۳۳۷ به قصد زیارت و ادامه تحصیل به عراق رفت و در آنجا تحت نظر افرادی نظیر سید کاظم طباطبایی یزدی، شیخ محمد حسین رشتی، سید ابوالقاسم اشکوری و سید محمد فیروزآبادی به کسب علوم دینی مشغول شد تا به درجه اجتهاد رسید.
آشنایی با علوم جدید، ایشان را به حوزه درس علامه شهیر سید هبت الدین شهرستانی که از مجتهدین تجدد خواه وپرچم دار آزادی عراق بود کشانید.
در سال ۱۳۳۸ قمری به خوزستان بازگشت و در شوشتر اقامت گزید و بنا به دعوت مدرسه جزایری (حوزه علمیه شوشتر) بتدریس علوم مختلف اشتغال ورزیده وبنا به اخذ مدرک سردفتر داری از وزارت عدلیه، اقدام به تأسیس دفترخانه ازدواج و طلاق و معاملات نمود. او بیشتر اوقات خویش را به مطالعه و تحقیق مشغول بود، تا قبل از پیری که به ناتوانی چشم مبتلا گشت.
سید نورالدین امام به دانش‌های نو علاقه و توجه خاصی داشت و بیش از همه تاریخ و جغرافی را می‌پسندید. او زحمات زیادی در راه تدوین مهم‌ترین اثر خود به نام کتاب تاریخ جغرافیایی خوزستان کشید. او برای تهیه مدارک لازم تمام کتابخانه‌های ایران، عراق، سوریه و مصر را بازدید و به نقاط مختلف خوزستان گذر کرده تا از نزدیک ایلات و عشایر و مناطق مختلف را مشاهده و بررسی و مطالب و عکس‌های گوناگونی تهیه و همین‌طور به ترسیم نقشه‌های جغرافیایی آن مناطق اقدام کرد؛ ولیکن این کتاب تا زمان فوت او تکمیل نگردید و بعداً توسط برادر او سید محمد علی امام شوشتری در سال ۱۳۳۱ شمسی توسط چاپخانه امیرکبیر تهران به زیر چاپ رفت.
او در سال ۱۳۲۳ شمسی به حالت دلگیر از شوشتر به تهران سفرنمود. در این هنگام مردم شوشترکه مطلع شدند، آن سید قصد کوچ دارد، با خواهش و زاری به نزد ایشان رفته و سعی در منصرف کردنشان از تصمیم خود را داشتند که چون مفید واقع نشد برخی از بزرگان و معاریف شوشتر ازجمله: حاج عوض رضوان، حاج رجب علی شرافتمند، حاج آقا مصطفی و نصرالله مقدم و... جلوی درب منزل خوابیده و گفتند: تا زمانی که ما زنده هستیم اجازه هجرت و عدم برکت از فیوضات شما را نمی‌دهیم واگر از تصمیم خود منصرف نشوید باید با ماشین از روی جنازه ما بگذرید چون شوشتر بجز شما عالم و سخنوری بدینسان ندارد، و چون او چنان پافشاری و اصراری را از مریدان و اهالی شهر دید بناچار از تصمیم خود منصرف و آن آقایانی که از تهران با ایشان آمده بودند پس از یک‌هفته اقامت، اجباراً بدون او به تهران بازگشتند.

## مسئولیت‌ها
- عضو هیئت ممتحنه برای قضات و سردفترداری در خوزستان
- استاد راهنما و مشاور ریاست اداره کل معارف خوزستان جهت چاپ چندین کتاب و مجله در مورد خوزستان
- مشاور فرماندار در امور رسیدگی به وضعیت و بررسی راه‌ها شهر
- مشاور ریاست اوقاف جهت سرپرستی موقوفات
- تولیت آستانه مقدس امامزاده عبداله بانو
- سرپرستی سر دفتر داران و دارای دفتر ثبت اسناد رسمی شماره یک شوشتر
- ایجاد انجمن خوزستانی‌های مقیم مرکز (تهران) که اساسنامه آن در روزنامه جهان فردا بتاریخ ۱/۱۱/۱۳۲۳ چاپ شد (زمان اقامت ایشان در تهران)

## تالیفات
- تاریخ جغرافیائی خوزستان
- تاریخ سیاسی خوزستان
- تاریخ علمی و ادبی خوزستان
- خوزستان نامه
- مجموع‌های در فنون مختلف
- مجموعه اشعار متفرقه که بتاریخ ۱۳۳۴ قمری برای ملامحب طحان شوشتری سروده شده بود

## مطالب وابسته
- شوشتر
- محمدعلی امام شوشتری